# Kiepenheuer-Institut für Sonnenphysik

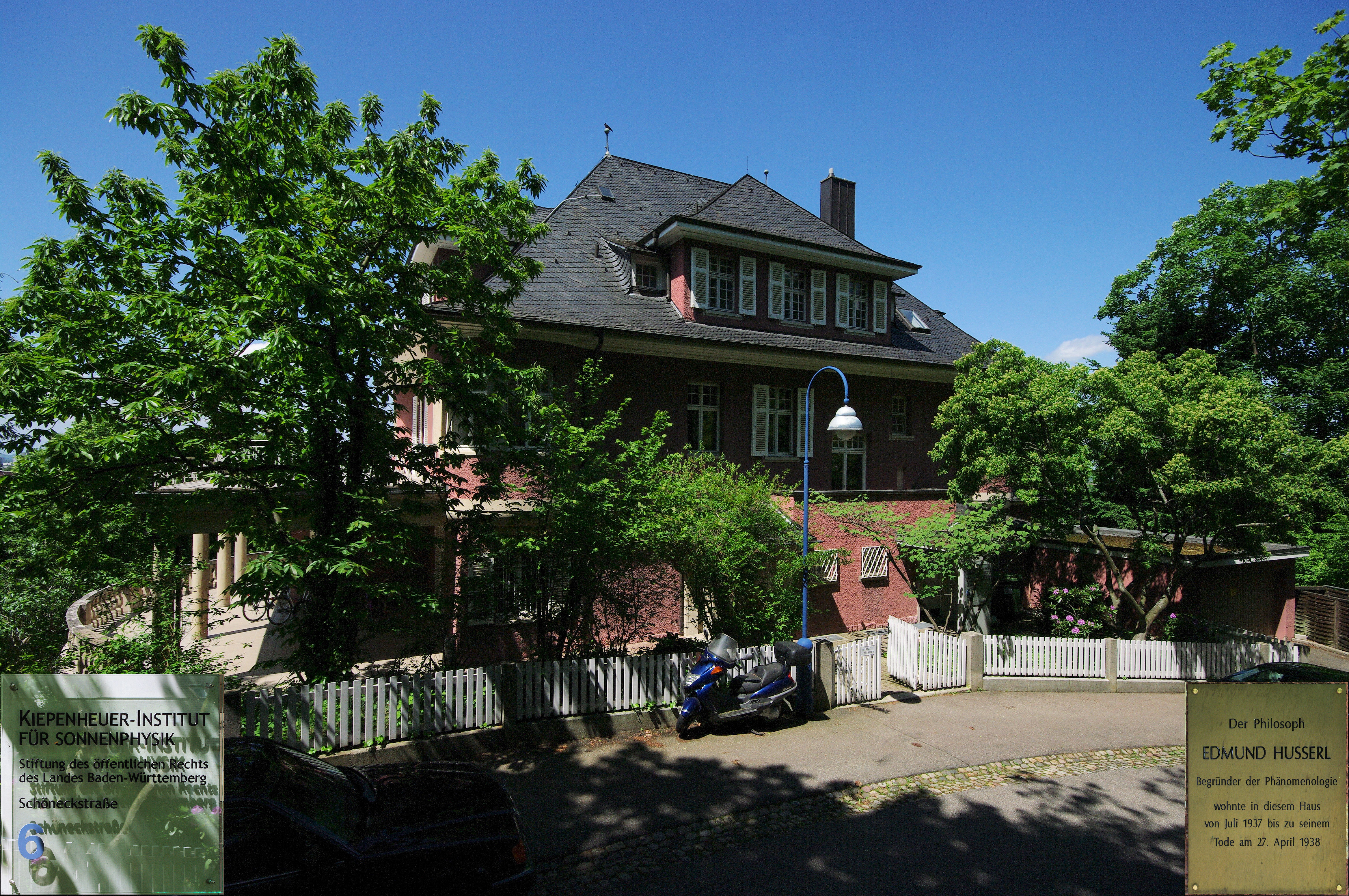
Kiepenheuer-Institut für Sonnenphysik

Het Kiepenheuer-Institut für Sonnenphysik (Kiepenheuer-instituut voor zonnefysica) is een Duitse wetenschappelijke instelling die zich toelegt op het waarnemen en bestuderen van verschijnselen in de buitenste lagen van de zon. Het instituut is genoemd naar de astronoom Karl-Otto Kiepenheuer.
Het instituut werd in 1943 te Freiburg opgericht onder de naam Fraunhofer-Institut (geen verband met de Fraunhofer-Gesellschaft, een andere Duitse wetenschappelijke instelling). Na de oorlog werden de activiteiten in 1949 hervat. Aanvankelijk was het belangrijkste instrument de torentelescoop op de nabijgelegen berg Schauinsland in het Zwarte Woud. Sinds 1965 gebruikt het instituut ook een koepelloze Coudérefractor op het eiland Capri, met de bedoeling een groter aantal dagen per jaar de zon te kunnen waarnemen. Op die plaats schijnt de zon gemiddeld meer dan 200 dagen per jaar langer dan vier uur. Vanaf 1972 beschikken de onderzoekers over een torentelescoop van 40 cm opening op het eiland Tenerife, op 2400m hoogte. Daarmee omzeilen de onderzoekers de moeilijkheid om op zeeniveau nauwkeurige waarnemingen te verrichten in het kortegolfgedeelte van het spectrum.

## Bron
1. ↑  Siegfried Marx en Werner Pfau, "Sternwarten der Welt," uitgeverij Herder, Freiburg 1979.